# Hydrotaea bella
Hydrotaea bella är en tvåvingeart som beskrevs av Couri, Pont och Penny 2006. Hydrotaea bella ingår i släktet Hydrotaea och familjen husflugor.
Artens utbredningsområde är Madagaskar. Inga underarter finns listade i Catalogue of Life.